# Comportamentul homosexual la animale

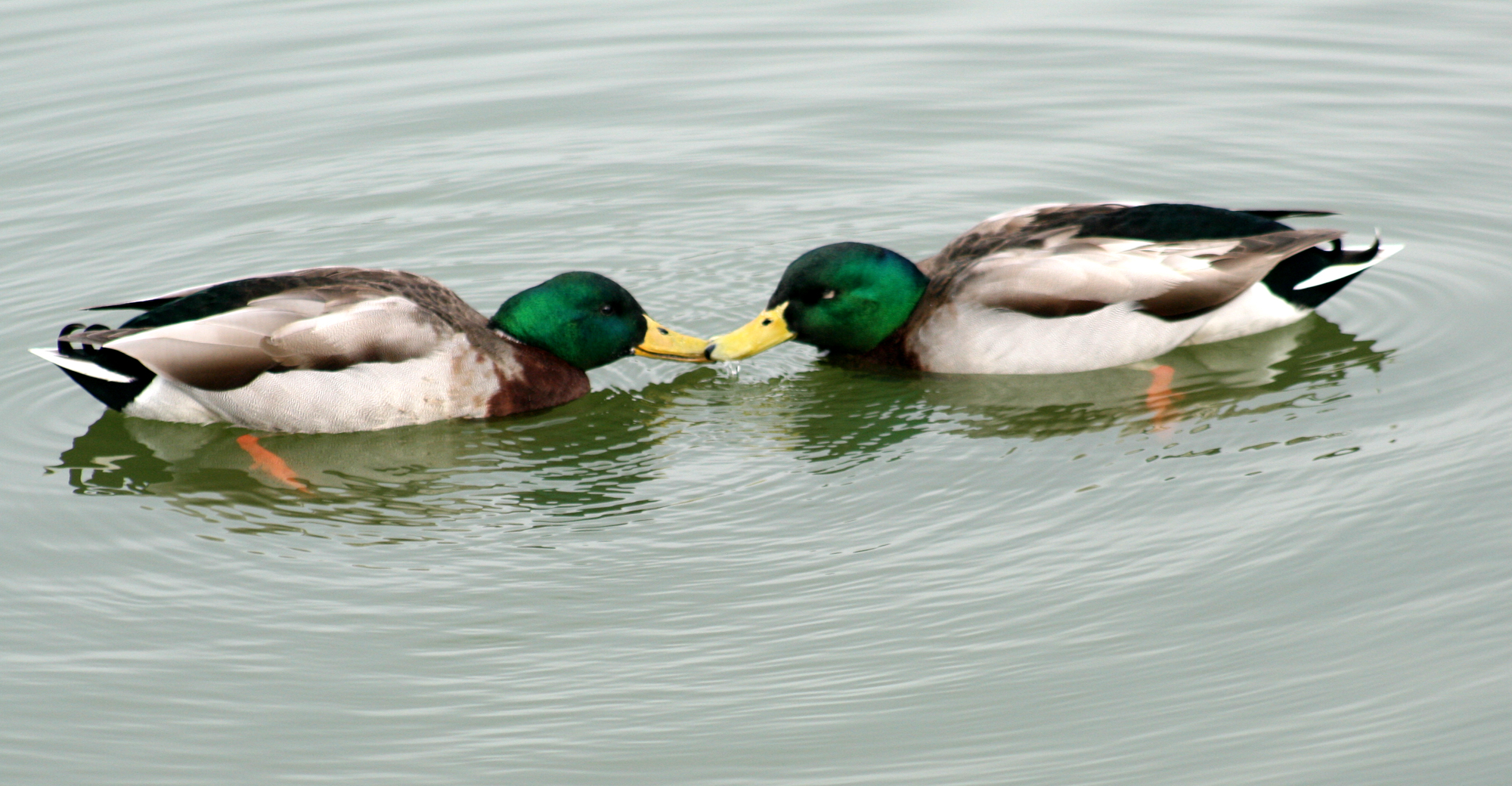
Două rațe masculi, Anas platyrhynchos

Comportamentul homosexual (sau uneori folosită expresia de comportament non-heterosexual) la animale este comportamentul sexual în rândul speciilor non-umane, care este interpretat ca homosexual, bisexual, trisexual, multisexual sau pansexual. Aceasta poate include activități sexuale între indivizi de același sex precum curtare, sex, legătură de perechi și parentalitate între perechi de animale de același sex.    Se regăsește în fiecare regiune geografică importantă și în fiecare grup și specie de animale. Comportamentul sexual al animalelor non-umane ia multe forme diferite, chiar și în cadrul aceleiași specii, deși comportamentul homosexual este cel mai cunoscut la speciile sociale. Orientarea homosexuală este documentată și la oameni din cele mai vechi timpuri analizând istoria înregistrată.
Oamenii de știință percep comportamentul homosexual la animale în diferite grade. Motivațiile și implicațiile acestor comportamente nu au fost încă înțelese pe deplin. Potrivit lui Bruce Bagemihl, regatul animalelor se angajează într-un comportament homosexual "cu o diversitate sexuală mult mai mare - inclusiv sexul homosexual, bisexual și nereproductiv - decât comunitatea științifică și societatea în general au fost dinainte să accepte."  Bagemihl adaugă, însă, că acesta este "un raport al interpretărilor umane ale acestor fenomene".  Simon LeVay a afirmat că "[a] deși comportamentul homosexual este foarte frecvent în lumea animalelor, se pare că este foarte neobișnuit ca animalele individuale să aibă o predispoziție de lungă durată să se angajeze într-un astfel de comportament spre excluderea activităților heterosexuale. Astfel, o orientare homosexuală, dacă se poate vorbi despre așa ceva la animale, pare a fi o raritate."  O specie care a fost analizată pe termen lung și apare orientarea homosexuală exclusivă este în cea a oilor domesticite (Ovis aries). Aproximativ 10% dintre berbeci (masculi), refuză să se împerecheze cu oile (femelele), dar se cuplează cu alți berbeci.
 

Potrivit lui Bagemihl (1999), în peste 450 de specii de animale din întreaga lume au fost documentate comportamentele între indivizi de același sex (care includ acțiuni de curtare, relații sexuale, legături de perechi, părinți ce cresc un urmaș, etc.).  Până în 2018 comportamentul homosexual sau bisexual la animale non-umane a fost document în întreaga lume la peste 1500 de specii..
"Orice specie socială care are sub 4% indivizi cu comportament homosexual este pe cale de dispariție. Cele care au între 5 și 20% comportament preponderent homosexual sau bisexual adoptă puii neglijați sau pe cei cu părinții mâncați de prădători. Puiul supraviețuiește, grupul devine mai mare. Puiul care este adoptat devine mai puternic. În cazul bisexualității, urmărind primatele bonobo, această orientare ajută la detensionarea relațiilor conflictuale dintre adulți. Aceștia nu mai concurează pentru resurse, ci luptă împreună pentru ele, consumă mai puțină energie și împart hrana între ei și cu grupul și familiile și progeniturile."

## În raport cu oamenii

### Aplicarea termenuluihomosexualla animale
Termenul homosexual a fost inventat de Karl-Maria Kertbeny în 1868 pentru a descrie atracția sexuală către același sex și ține de comportamentul sexual la om.  Utilizarea termenului în studiile asupra animalelor a fost controversată din două motive principale: sexualitatea animalelor și factorii motivatori au fost și rămân prost înțeleși, iar termenul are implicații culturale puternice în societatea occidentală care sunt irelevante pentru alte specii decât oamenii.  Astfel, comportamentul homosexual a primit o serie de termeni de-a lungul anilor. Potrivit lui Bruce Bagemihl, atunci când descrie animale, termenul homosexual este preferat față de homosexuali, lesbiene și alți termeni folosiți în prezent, deoarece aceștia sunt văzuți ca fiind și mai legați de homosexualitatea umană. 
Bailey și colab. spune: „Homosexual: la animale, acest lucru a fost folosit pentru a se referi la un comportament de același sex care nu are un caracter sexual (de exemplu, tandem homosexual la termite), curtarea aceluiași sex sau comportament copulatoriu care se produce pe o perioadă scurtă de timp (de exemplu, împerechere homosexuală la gândaci și berbeci) sau legături de pereche pe termen lung între parteneri de același sex, care ar putea implica orice combinație de comportamente de curtare, copulare, parenting și afecțiune (de exemplu, perechi homosexuale la pescăruși). La oameni, termenul este folosit pentru a descrie comportamente sexuale individuale, precum și relații de lungă durată, dar, în unele utilizări, este o identitate socială homosexuală sau lesbiană. Descrierea științifică ar beneficia de rezervarea acestui termen antropomorf pentru oameni și de a nu-l folosi pentru a descrie comportamentul la alte animale, din cauza contextului său profund înrădăcinat în societatea umană." 
Preferința și motivația animalelor sunt întotdeauna deduse din comportament. În cazul animalelor sălbatice, de regulă, cercetătorii nu vor putea cartografia întreaga viață a unui individ și trebuie să deducă din frecvența observațiilor individuale ale comportamentului. Utilizarea corectă a termenului homosexual este că un animal prezintă un comportament homosexual cu același sex; cu toate acestea, acest articol se conformează utilizării efectuate de cercetări moderne,      aplicarea termenului homosexualitate la toate comportamentele sexuale (copulație, stimulare genitală, jocuri de împerechere și comportament de afișare sexuală) între animale de același sex. În majoritatea cazurilor, se presupune că comportamentul homosexual nu face parte decât din repertoriul general al comportamentului sexual al animalului, ceea ce face ca animalul să fie „bisexual” și nu „homosexual”, deoarece termenii sunt înțeleși în mod diferit de oameni, dar sunt cunoscute cazuri de preferință homosexuală și perechi exclusiv homosexuale. 

### Natura
Observarea comportamentului homosexual la animale poate fi văzută atât ca un argument pentru și împotriva acceptării homosexualității la om și a fost folosită în special împotriva afirmației că este vorba despre un peccatum contra naturam („păcat contra naturii”).  
De exemplu, homosexualitatea la animale a fost citată de Asociația Americană de Psihiatrie și de alte grupuri, într-o scurtă informare a prietenilor lor către Curtea Supremă a Statelor Unite din Lawrence v. Texas, care în cele din urmă a eliminat legile sodomiei din 14 state. 

## Cercetări, istoric, observații
Majoritatea cercetărilor disponibile cu privire la comportamentul homosexual la animale nu sunt specificate pentru animalele care prezintă exclusiv tendințe spre același sex ci cele care participă la activități de împerechere heterosexuale și homosexuale în mod interschimbabil. Această lipsă de distincție a dus la opinii și interpretări contradictorii ale datelor colectate între oamenii de știință și cercetători. Cu toate acestea, în cazul în care se face definiția „comportamentului homosexual“ pentru a include animalele care participă la ambele activități de împerechere de același sex și de sex opus, diferențele hormonale au fost documentate cu privirea la hormoni sexuali, cum ar fi testosteron si estradiol, în comparație cu cei care participă exclusiv la împerecherea heterosexuală. 
Multe dintre animalele utilizate în studiile despre homosexualitate bazate pe laborator nu par să prezinte spontan aceste tendințe de multe ori în sălbăticie. Un astfel de comportament este adesea declanșat și exagerat de cercetător în timpul experimentării prin distrugerea unei porțiuni de țesut cerebral sau prin expunerea animalului la niveluri ridicate de hormoni steroizi prenatal. Informațiile colectate din aceste studii sunt limitate atunci când sunt aplicate la un comportament spontan de același sex la animale în afara laboratorului.  
Comportamentul homosexual la animale a fost discutat încă din antichitatea clasică. Cea mai veche mențiune scrisă despre homosexualitatea animalelor pare să dateze de acum 2.300 de ani, când Aristotel (384-322 î.Hr.) a descris copulația dintre porumbei și prepelițele de același sex. În secolul al IV-lea d.Hr. Hieroglyphics din Horapollo, scrie către scriitorul egiptean Horapollo, și îi menționează „hermafroditismul” la hiene.  Prima recenzie a homosexualității la animale a fost scrisă de zoologul Ferdinand Karsch-Haack în 1900.  

Până de curând, prezența unui comportament sexual cu același sex nu a fost „observată oficial” pe scară largă, posibil din cauza prejudecăților observatorilor cauzate de atitudinile sociale față de comportamentul sexual de același sex, confuzia nevinovată, lipsa de interes, deranjul, oamenii de știință temându-se de pierderea subvențiilor sau chiar de frica de a fi „ridiculizați de colegii lor”.   Biologul Universității Georgetown, Janet Mann, afirmă că „oamenii de știință care studiază subiectul sunt adesea acuzați că încearcă să trimită „o agendă”, iar munca lor poate fi supusă unui control mai mare decât cea a colegilor lor care studiază alte subiecte”. Ei au menționat, de asemenea, „Nu orice act sexual are o funcție de reproducere [...] asta este adevărat pentru oameni și animalele non-umane."  Se pare că este răspândită printre păsările și mamiferele sociale, în special mamiferele mari și primate. Nu se cunoaște adevărata întindere a homosexualității la animale. În timp ce studiile au demonstrat un comportament homosexual la o serie de specii, Petter Bøckman, consilierul științific al expoziției Împotriva naturii? în 2007, a speculat că adevărata întindere a fenomenului poate fi mult mai mare decât s-a recunoscut atunci: 
 Nu s-a descoperit nicio specie în care s-a dovedit că nu există un comportament homosexual, cu excepția speciilor care nu au niciodată relații sexuale, cum ar fi arici de mare și afidele. Mai mult, o parte a regnului animal este hermafrodită, cu adevărat bisexuată. Pentru ei, homosexualitatea nu este o problemă.  

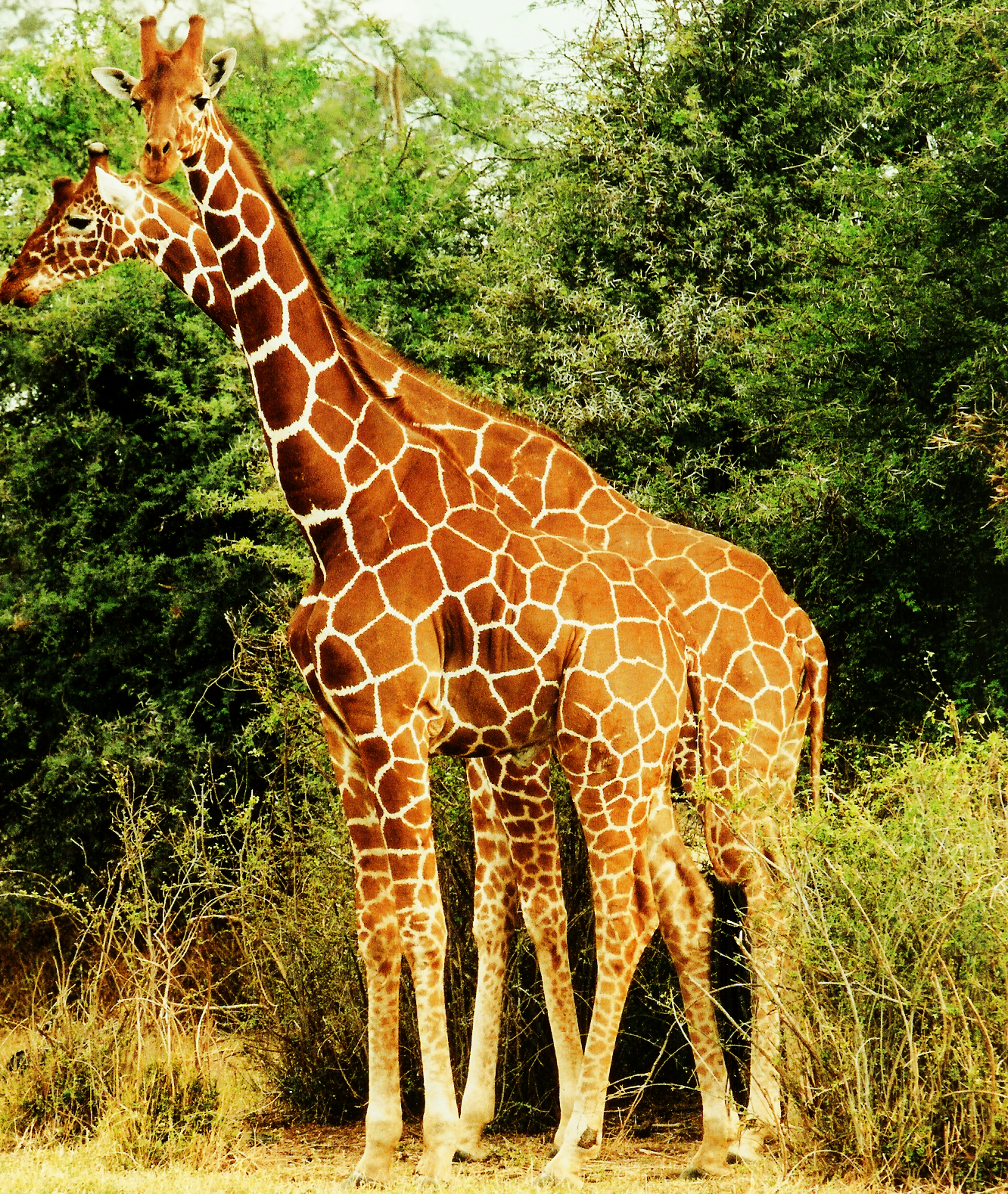
Două girafe mascul din Kenya.

Un exemplu de neglijare a comportamentului homosexual este remarcat la Bagemihl care descrie împerecherea la girafe, în care nouă din zece perechi se întâlnesc între masculi: 
 Orice adulmecat al femelei de către mascul a fost raportat ca sex, în timp ce actul sexual anal cu orgasm între masculi, „se rotea doar în jurul” dominanței, competiției sau salutului.  
 Unii cercetători consideră că acest comportament își are originea în organizarea socială a bărbaților și în dominanța socială, similară cu trăsăturile de dominanță prezentate în sexualitatea închisorilor. Alții, în special Bagemihl, Joan Roughgarden, Thierry Lodé  și Paul Vasey sugerează că funcția socială a sexului (homosexual și heterosexual) nu este neapărat legată de dominație, ci servește la întărirea alianțelor și a legăturilor sociale în cadrul unei turme. Alții au susținut că teoria organizării sociale este inadecvată, deoarece nu poate ține cont de anumite comportamente homosexuale, de exemplu, specii de pinguini în care indivizii de sex masculin se împerechează pe viață și refuză să se împerecheze cu femelele atunci când li se oferă șansa.  Deși rapoartele despre multe astfel de scenarii de împerechere sunt încă anecdotice, unele lucrări științifice confirmă faptul că homosexualitatea permanentă apare nu numai la speciile cu legături perechi permanente  dar și la speciile non-monogame precum oile. 

Un raport privind oile citat mai jos afirmă: 
 Aproximativ 8% dintre berbeci prezintă preferințe sexuale [adică chiar și atunci când li se oferă posibilitatea de a alege] pentru partenerii de sex masculin (berbeci orientați către masculi), în contrast cu majoritatea berbecilor, care preferă partenerii de sex feminin (berbecii orientați către femele). Am identificat o grupă de celule în zona preoptică mediană (hipotalamus anterior) a berbecilor adulți, care a fost semnificativ mai mare la berbecii adulți decât la femele. 
 De fapt, indivizi homosexuali există în toate speciile domestice tradiționale precum oi, bovine, cai până la pisici, câini și budgerigari.

## Fundamente și explicații

### Fundament fiziologic
O cercetare în domeniu nu a fost de acord cu o explicație fiziologică certă sau un motiv de activitate homosexuală la speciile de animale. Numeroși cercetători sunt de părere că nivelurile variate (fie mai mari, fie mai mici) ale hormonilor sexuali la animal,  pe lângă dimensiunea gonadelor animalului,  joacă un rol direct în comportamentul sexual și preferințele expuse de acel animal. Alții susțin cu fermitate că nu există dovezi care să susțină aceste afirmații, atunci când comparăm animale dintr-o anumită specie care prezintă un comportament homosexual exclusiv și cele care nu. În cele din urmă, există suport empiric din studiile endocrinologice cuprinzătoare pentru ambele interpretări. Cercetatorii nu au descoperit nici o dovadă de diferențe în măsurătorile gonadelor, sau nivelurile de hormoni sexuali la pescăruși Larus delawarensis și pescărușii Larus occidentalis exclusiv homosexuali.
Studii suplimentare referitoare la implicarea hormonilor în comportamentul homosexual indică faptul că, atunci când se administrează tratamente cu testosteron și estradiol la animale heterosexuale, nivelul crescut de hormoni crește probabilitatea comportamentului homosexual. În plus, creșterea nivelului de hormoni sexuali în timpul sarcinii unui animal pare să crească probabilitatea ca acesta să creeze o descendență homosexuală.

### Genetica
Cercetătorii au descoperit că dezactivând gena fucose mutarotase (FucM) la șoarecii de laborator – ce influențează nivelul de estrogen la care creierul e expus – cauzează un efect a.î. femelele se comportă ca niște masculi, conform Pf. Chankyu Park de la Korea Advanced Institute of Science and Technology din Daejon, Coreea de Sud, care a condus experimentele. Descoperirile au fost publicate în BMC Genetics journal (2010). Alt studiu a descoperit că manipularea unei anumite gene la Drosophila, s-a putut induce apariția unei anumit tip de comportament homosexual.

### Baza neurologică
În martie 2011, cercetările au arătat că serotonina este implicată în mecanismul orientării sexuale a șoarecilor.  Un studiu realizat pe muștele de oțet a descoperit că inhibarea neurotransmițătorului de dopamină a inhibat comportamentul homosexual indus în laborator.

## Unele grupuri și specii selectate

### Păsări

#### Lebedele negre

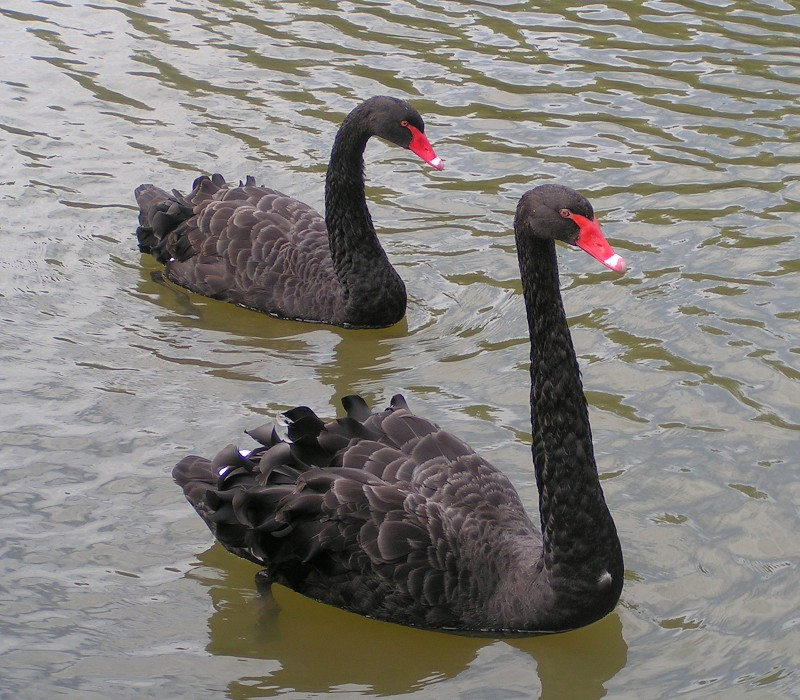
Lebede, Cygnus atratus

Se estimează că un sfert din toate perechile de lebede negre sunt de sex masculin. Acestea fură cuiburi sau formează trei mii temporare cu femele pentru a obține ouă, alungând femela după ce depune ouăle. Masculii petreceau timp în societatea celuilalt, păzeau teritoriul comun, făceau ceremonii de salut înainte de cealaltă și (în perioada de reproducere) ritualuri pre-conjugale, iar dacă una dintre păsări încerca să stea pe cealaltă, a început o luptă intensă .   Mai multe dintre cygnetele lor supraviețuiesc până la vârsta adultă decât cele ale perechilor de sex diferit, posibil datorită capacității lor superioare de a apăra porțiuni mari de pământ. Același raționament s-a aplicat și perechilor de flamingo mascul care cresc puii.  

#### Albatroșii
Femeile albatros, din vârful nord-vestic al insulei Oahu, Hawaii, formează perechi pentru urmașii în creștere. Pe insula observată, numărul de femele depășește considerabil numărul de masculi (59% N = 102/172), astfel încât 31% dintre femele, după împerecherea cu masculii, creează parteneriate pentru eclozarea și hrănirea puiilor. În comparație cu cuplurile de sex masculin, parteneriatele de sex feminin au o rată mai mică de eclozionare (41% față de 87%) și un succes reproductiv general mai mic (31% față de 67%). 

#### Păsările Ibis
Cercetările au arătat că metil-mercurul, poluant de mediu, poate crește prevalența comportamentului homosexual la ibisul alb american de sex masculin. Studiul a implicat expunerea puilor în diferite doze la substanța chimică și măsurarea gradului de comportament homosexual la vârsta adultă. Rezultatele descoperite a fost că pe măsură ce doza a crescut, probabilitatea de comportament homosexual a crescut, de asemenea. Caracteristica blocării endocrine a mercurului a fost sugerată ca o posibilă cauză a perturbării sexuale la alte specii de păsări.  

#### Rațele

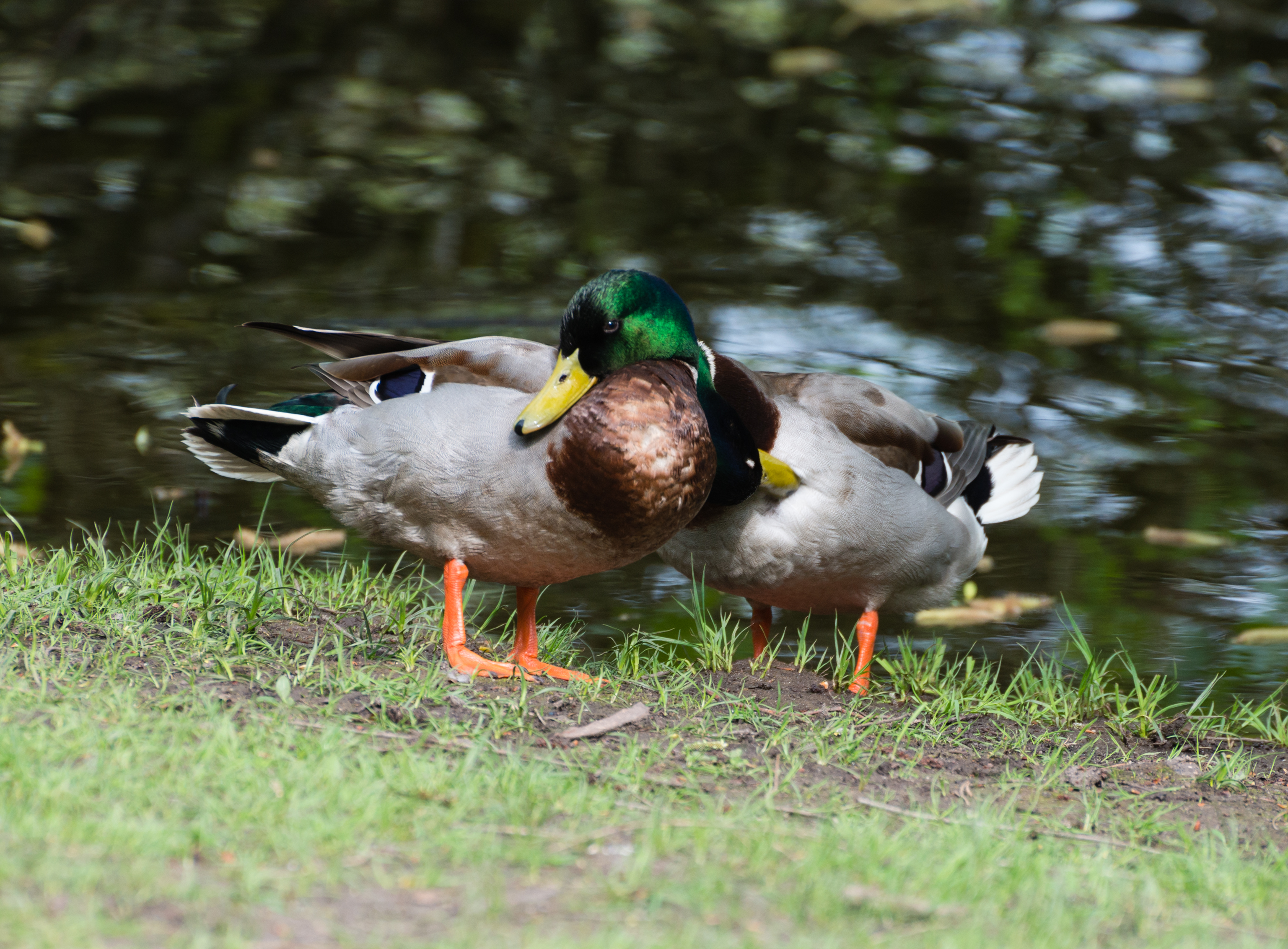
Doi masculi din specia Anas platyrhynchos

Rațele formează perechi mascul-femelă doar până când femela depune ouă, moment în care masculul părăsește femela. Rațele mascul au rate de activitate homosexual mari pentru păsări, în unele cazuri, până la 19% din toate perechile dintr-o populație.

#### Pinguinii
Pinguinii au fost observați să se angajeze în comportament homosexual încă din 1911. George Murray Levick, care a documentat acest comportament în pinguinii Adélie la Cape Adare, a descris comportamentul drept „depravat”. Raportul a fost considerat prea șocant pentru lansarea publică la acea vreme și a fost ascuns ochii publicului. Singurele exemplare care au fost puse la dispoziție cercetătorilor au fost traduse în greacă, pentru a împiedica această cunoaștere să devină mai cunoscută. Raportul a fost dezvăluit doar un secol mai târziu și a fost publicat în Polar Record în iunie 2012.  
La începutul lunii februarie 2004, The New York Times a raportat că Roy și Silo, o pereche masculină de pinguini chinstrap din Zoo Central Park din New York City au eclozat cu succes un pui de sex feminin dintr-un ou fertil, oferit de personalul grădinii. S-a raportat că și alți pinguini din grădinile zoologice din New York au format perechi de același sex. 
Angajații de la grădina zoologică Odense Zoo din Denmarca, au observat că o pereche de pinguini regali au adoptat un ou abandonat de către o femelă, pe care l-au clocit pe rând apoi din care a eclozat un pui pe care l-au crescut până la maturitate. Grădinile zoologice din Japonia și Germania de asemena au observat și documentat cupluri homosexuale de pinguini masculi. Cuplurile au substituit pietre în loc de ouă și au început să le clocească. Oamenii de știință de la Rikkyo University din Tokyo au descoperit 20 de perechi homosexuale la 16 acvaterarii si grădini zoologice din Japonia.
Grădina zoologică Bremerhaven din Germania a încercat să încurajeze reproducerea pinguinilor Humboldt pe cale de dispariție, prin importarea femelelor din Suedia și separarea a trei perechi de masculi, dar acest lucru nu a reușit. Directorul grădinii zoologice a spus că relațiile sunt „prea puternice” între perechile de homosexuali.  Grupurile de gay germani au protestat la această încercare de a despărți perechile macul-mascul dar directorul grădinii zoologice a spus „Nu știm dacă cele trei perechi de masculi sunt cu adevărat homosexuali sau dacă tocmai s-au legat din cauza lipsei de femele [...] nimeni nu vrea aici să separe cu forța cuplurile homosexuale". 
O pereche de pinguini Magellanici de sex masculin care au împărțit o vizuină timp de șase ani la Zoo San Francisco și care au crecut un pui-surogat, s-au despărțit când a murit masculul unei perechi din vizuina de alături următoare, femela a căutat un nou partener. 
Buddy și Pedro, o pereche de pinguini africani de sex masculin, au fost separați de grădina zoologică din Toronto pentru a se împerechea cu pinguini de sex feminin.   Buddy s-a împerecheat de atunci cu o femelă.  
Suki și Chupchikoni sunt două femele pinguin africane care se găsesc la Ramat Gan Safari din Israel. Se presupunea că Chupchikoni era bărbat până la testarea sângelui ei. 
În 2014 Jumbs and Hurricane, doi pinguini masculi Humboldt de la Wingham Wildlife Park au devenit centrul atenției mass-media internaționale în timp ce cei doi, cuplați cu câțiva ani mai devreme, au eclozat cu succes un ou și au crescut cu succes puiul, ca părinți surogat, după ce o femelă a abandonat oul la jumătatea incubației. 
În 2018, două femele pinguini regal de la Kelly Tarltons din Auckland, Noua Zeelandă, numite Thelma și Louise (numite după filmul din 1991) au stat într-o relație de 8 ani, deși majoritatea celorlalți pinguini eligibili își schimbă partenerii în fiecare sezon de împerechere, indiferent de orientarea lor. Cele două femele au avut grijă de un ou.

#### Vulturii
În 1998, doi vulturi mascul griffon, numiți Dashik și Yehuda, de la Biblic Zoo din Ierusalim, s-au angajat în „sex deschis și energic” și au construit un cuib. Angajații le-au oferit cuplului un ou artificial, pe care cei doi părinți și-au l-au incubat; iar 45 de zile mai târziu, grădina zoologică a înlocuit oul cu un pui de vultur. Cei doi vulturi mascul au crecut puiul împreună. Câțiva ani mai târziu, însă, Yehuda s-a lăsat cucerit de o femelă nou adusă în aviar. Dashik a devenit deprimat și a fost mutat în cele din urmă în grădina de cercetare zoologică de la Universitatea Tel Aviv, unde și-a înființat un cuib cu o femelă.
Doi vulturi masculi de la Grădina zoologică Allwetter din Muenster au construit împreună un cuib, deși materiale din cuib erau des furate de ceilalți vulturi. În cele din urmă, au fost separați pentru a încerca promovarea reproducerii, în ciuda protestelor grupurilor homosexuale germane.

#### Porumbeii
Atât porumbeii de sex masculin, cât și porumbițele prezintă uneori un comportament homosexual. Pe lângă comportamentul sexual, perechile de porumbei de același sex vor construi cuiburi, iar porumbițele vor depune ouă (infertile) și vor încerca să le incubeze. 

### Mamifere

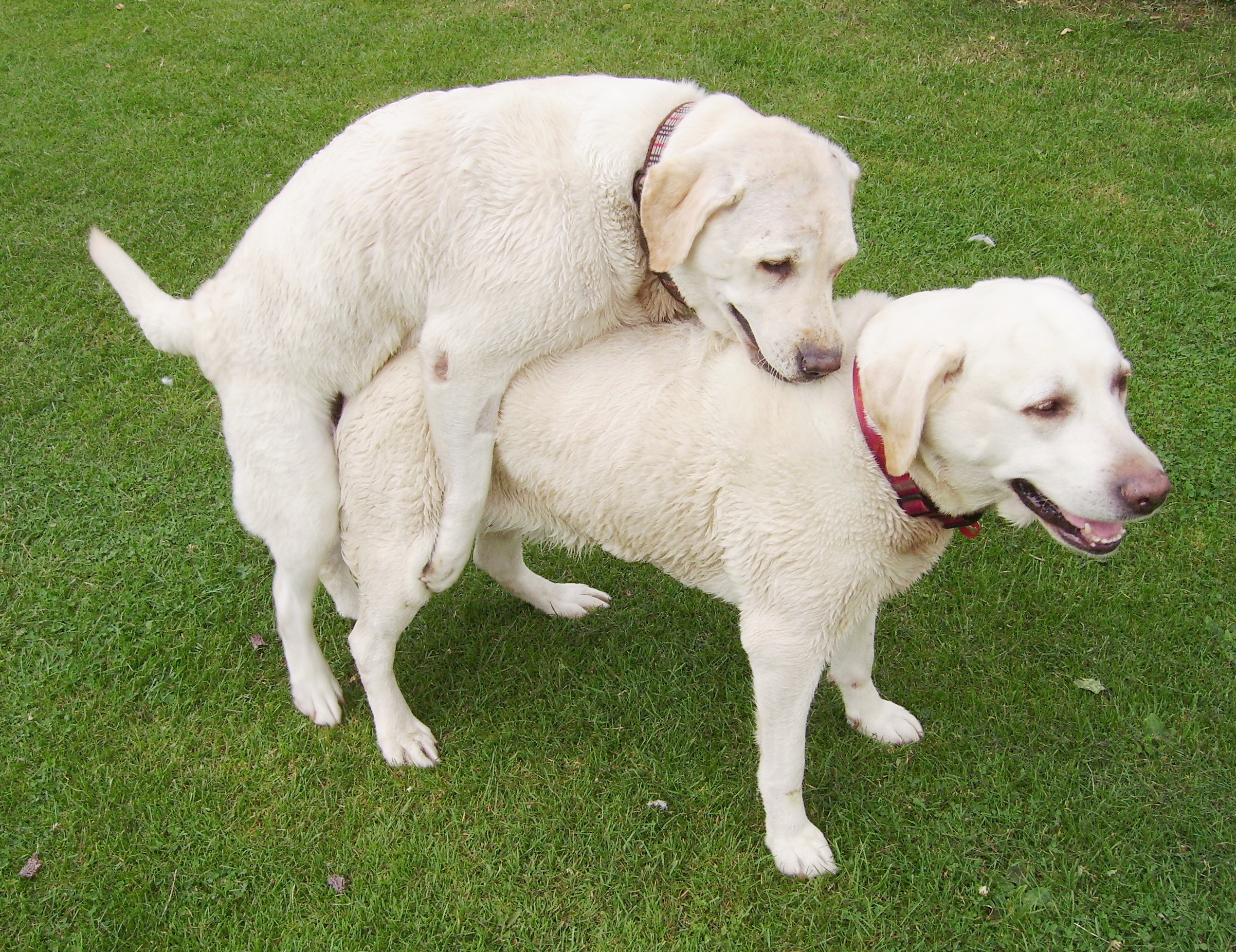
Un câine de sex feminin Labrador care se cuplează cu altă femelă

#### Delfinii de Amazon
S-a raportat că delfinii de Amazon sau boto se formează în perechi de 3-  indivizi care se ocupă cu activități sexuale. De obicei, grupurile cuprind masculi tineri și uneori una sau două femele. Sexul se desfășoară adesea în moduri non-reproductive, folosind botul, coada și organele genitale, fără a ține cont de sex. În captivitate, acestea au fost observate uneori, în a efectua penetrare cu nara. Uneori, masculii vor face sex și cu masculi din specia tucuxi.  

#### Bizonul american

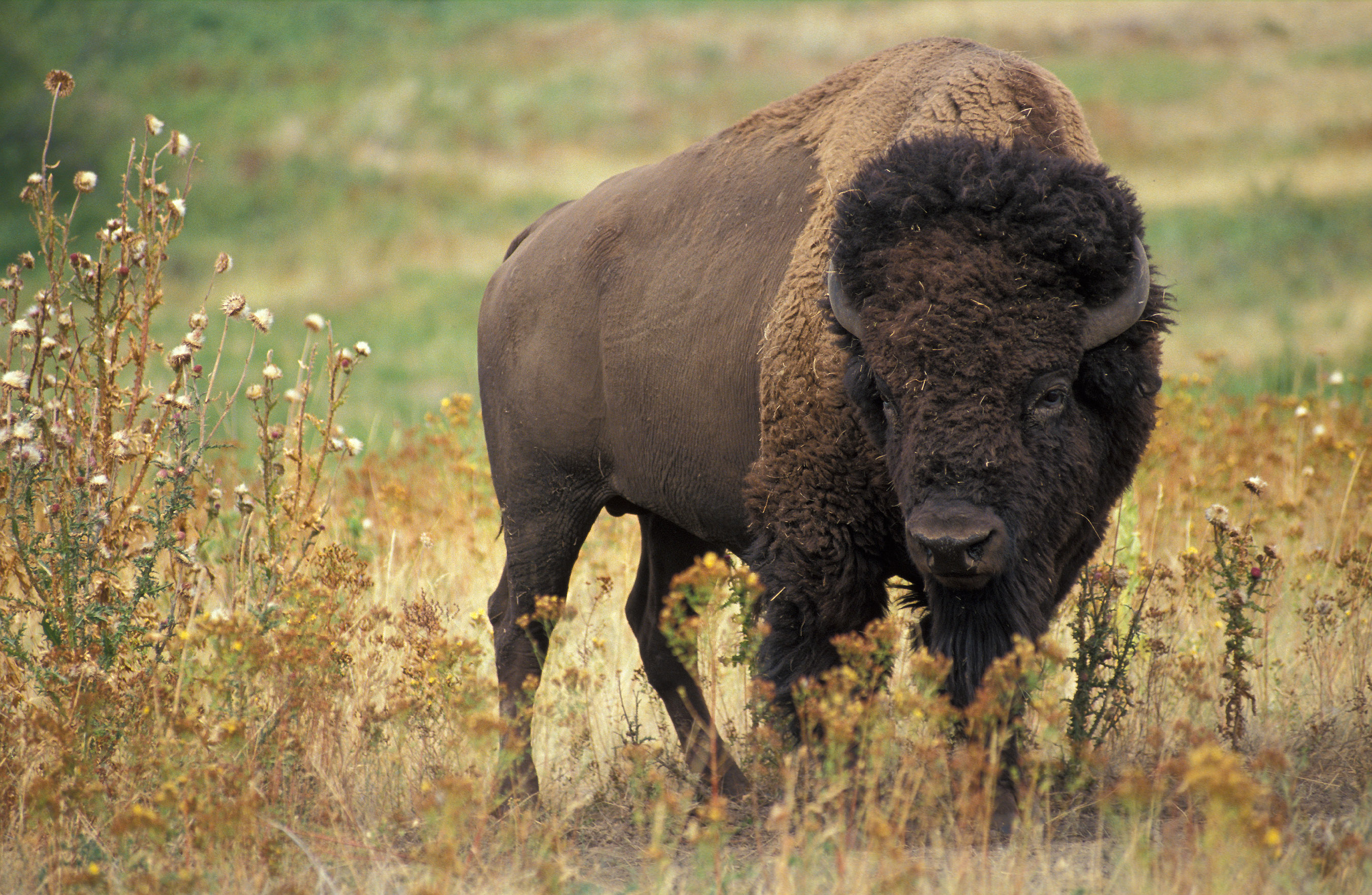
Bisonul american este un mamifer bovin care prezintă un comportament homosexual.

S-a remarcat penetrarea anală la bizonii americani. Festivalul Okipa al amerindienilor Mandan se încheie cu un dans ceremonial imitând acest comportament, pentru a „asigura revenirea bivolului în sezonul viitor”. De asemenea, copularea unei femele cu alta este extrem de frecventă la bovine. Comportamentul este condus de hormoni și se sincronizează cu apariția sezonului de împerechere și în special în prezența unui taur. 

#### Liliecii
Peste 20 de specii de lilieci au fost documentate că se implică în comportament homosexual.  Speciile de lilieci care au fost observate implicând un comportament homosexual în sălbăticie sunt:  
- Barbastella barbastellus
- Corynorhinus rafinesquii
- Desmodus rotundus
- Eptesicus serotinus
- Miniopterus schreibersii
- Myotis bechsteinii
- Myotis capaccinii
- Myotis daubentonii
- Myotis lucifugus
- Myotis myotis
- Myotis mystacinus
- Myotis nattereri
- Nyctalus noctula
- Nyctalus leisleri
- Pipistrellus pipistrellus
- Plecotus auritus
- Pteropus poliocephalus
- Pteropus pselaphon
- Pteropus giganteus
- Pteropus livingstonii
- Pteropus rodricensis
- Rhinolophus ferrumequinum
- Rhinolophus hipposideros

Speciile de lilieci la care s-au observat implicând un comportament homosexual în captivitate Pteropus livingstonii, Pteropus rodricensis și liliacul vampir comun (Desmodus rotundus).
Comportamentul homosexual la lilieci a fost clasificat în 6 grupuri: mângâierea și linsul, masturbarea, jocul homosexual, cuplarea, sexul coercitiv și sexul penetrant homosexual. 
În sălbăticie, Pteropus poliocephalus se angajează în curtare în care un partener linge și mușcă ușor pieptul și membrana aripă a celuilalt partener. Ambele sexe prezintă această formă de îngrijire reciprocă homosexuală și este mai frecventă la masculi. Bărbații au adesea penisuri erecte în timp ce se îngrijesc reciproc. La fel ca partenerii de sex opus, partenerii de același sex rostesc în mod continuu un „apel de pre-copulare”, care este descris ca un „apel pulsat”, în timp ce sunt angajați în această activitate.  
La Pteropus pselaphon, masculii efectuează „lins genital” la alți masculi. Evenimentele de lins genital între masculi apar în mod repetat de mai multe ori în aceeași pereche, și apare, de asemenea, linsul genital reciproc. Linsul genital masculin la acești lilieci este considerat un comportament sexual comun. Alogarea la liliecii Bonin nu a fost niciodată observată, prin urmare, linsul genital masculin la această specie nu pare a fi un produs secundar al alambalării, ci mai degrabă un comportament de a linge direct zona genitală masculină, independent de alogarea.  În captivitate, linsul genital de același sex a fost observat în rândul masculilor Pteropus livingstonii, precum și în rândul masculilor din Desmodus rotundus. 
La Pteropus giganteus masculii se montează adesea unul pe altul, cu erecții și ejaculări. Au fost observați masculi Myotis capaccinii în aceeași poziție a montării mascul-femelă, cu unul care se prinde de spatele celuilalt. Un comportament similar a fost observat și la liliacul comun Miniopterus schreibersii.  
La liliecii sălbatici mici (Myotis lucifugus), masculii se copulează adesea cu alți masculi (și femele) în timpul toamnei târzii și al iernii. 35% din cuplări în această perioadă sunt homosexuale.  Aceste acte sexuale coercitive includ de obicei ejacularea, iar liliacul montat face adesea un act tipic de penetrare. În mod similar, la Nyctalus noctula, masculii activi au fost observați să se trezească din letargie într-o zi caldă și să se implice în împerecherea cu alți masculi letargici și femele (active sau letargice).  
Vesey-Fitzgerald (1949) a observat comportamente homosexuale în toate cele 12 specii de lilieci din Marea Britanie cunoscute la acea vreme: „Homosexualitatea este comună primăvara la toate speciile și, din moment ce masculii sunt în deplină putere [...] bănuiesc pe tot parcursul verii [...]. Am văzut chiar homosexualitate între liliecii Natterer și Daubenton (Myotis nattereri și M. daubentonii)".

#### Delfinii
Delfinii din mai multe specii se angajează în acte homosexuale, deși este cel mai bine studiat la delfinii cu botine .     Întâlnirile sexuale între femei iau forma de „propulsie genitală a ciocului”, unde o femelă își introduce ciocul în deschiderea genitală a celeilalte în timp ce înoată ușor înainte.  Între bărbați, comportamentul homosexual include frecarea organelor genitale unul față de celălalt, ceea ce duce uneori la masculii înotând burta spre burtă, introducând penisul în celelalte fante genitale și alteori anus. 
Janet Mann, profesoara de biologie și psihologie a Universității Georgetown, susține că comportamentul personal puternic dintre vițeii delfini de sex masculin are legătură cu formarea de legături și aduce beneficii speciilor într-un context evolutiv.  Ea citează studii care arată că acești delfini mai târziu în viață ca adulți sunt într-un sens bisexual, iar legăturile masculine falsificate mai devreme în viață lucrează împreună pentru protecție, precum și localizarea femelelor cu care să se reproducă. Confruntările dintre efectivele de delfini cu îmbuteliere și speciile înrudite cu delfinul punctat de Atlantic vor duce uneori la comportament homosexual dintre specii încrucișate și nu la luptă. 

#### Elefanții
Masculii africani și asiatici se vor implica în afișare a afecțiunii și împerecheri cu elefanți de același sex. Astfel de întâlniri sunt adesea asociate cu interacțiuni afectuoase, cum ar fi sărutul, împletirea trunchiului și așezarea trunchiurilor în gurile celuilalt. Elefanții de sex masculin, care trăiesc adesea în afara turmei, formează adesea „tovărășie”, formată dintr-un individ mai în vârstă și unul sau uneori doi masculi mai tineri, cu un comportament sexual, fiind o parte importantă a dinamicii sociale. Spre deosebire de relațiile heterosexuale, care sunt întotdeauna de natură trecătoare, relațiile dintre masculi pot dura ani întregi. Întâlnirile sunt similare cu atacurile heterosexuale, un mascul întinzându-și adesea trunchiul de-a lungul spatelui celuilalt și împingându-se înainte pentru a semnifica intenția sa de a se monta. Relațiile de același sex sunt frecvente la ambele sexe, elefanții asiatici în captivitate dedicând aproximativ 45% din întâlnirile sexuale unei activități de același sex. 

#### Girafele
Girafele mascul au fost observate să se angajeze în frecvențe remarcabil de ridicate ale comportamentului homosexual. După „gâtul” agresiv, este obișnuit ca două girafe mascul să se mângâie și să se curteze, conducând la montare și ejaculare. Astfel de interacțiuni între masculi s-au dovedit a fi mai frecvente decât cuplurile heterosexuale.  Într-un studiu, până la 94% din incidentele observate au avut loc între doi masculi. Proporția activităților de același sex a variat între 30 și 75% și, la un moment dat, unul din douăzeci de masculi a fost angajat într-un comportament de combatere non-combativă cu un alt mascul. Doar 1% din incidentele de sex identic au avut loc între femei. 

#### Marmotele
Comportamentul homosexual este destul de frecvent la marmotele sălbatice.  La Marmota olympus și  Marmota caligata, femelele se cuplează adesea cu alte femele, precum și se comportă în alte moduri  comportamente afective și sexuale cu femele din aceeași specie.  Ei afișează o frecvență ridicată a acestor comportamente, în special atunci când sunt în căldură .   Întâlnirea homosexuală începe adesea cu o interacțiune de salut în care o femeie își înnopte nasul pe obrazul sau gura celeilalte, sau ambele femei ating nasurile sau gurile. În plus, o femelă poate mesteca ușor pe ureche sau pe gâtul partenerului, care răspunde ridicând coada. Prima femelă poate înnebuni regiunea genitală a celuilalt sau poate să-i bată gura cu gura. Poate continua să monteze cealaltă femelă, în timpul căreia femela de montare prinde ușor blana gâtului dorsal al femeii montate în fălcile ei, în timp ce împinge. Femela montată îi arcuie spatele și își ține coada într-o parte pentru a le facilita interacțiunea sexuală.  

#### Leii
S-a observat că leii de sex masculin și feminin interacționează homosexual .   S-a observat un comportament homosexual la aproximativ 8% dintre masculi. Perechile dintre femele sunt destul de frecvente în captivitate, dar nu au fost observate în sălbăticie. 

#### Dihorul
Polecatele europene Mustela putorius s-au dovedit a se angaja în comportament homosexual cu specimene din grup cu care nu sunt înrudite. Homosexualitatea exclusivă cu încălecarea și penetrarea anală. Pentru această specie solitară nu servește nicio funcție adaptativă aparentă.   

##### Bonobo

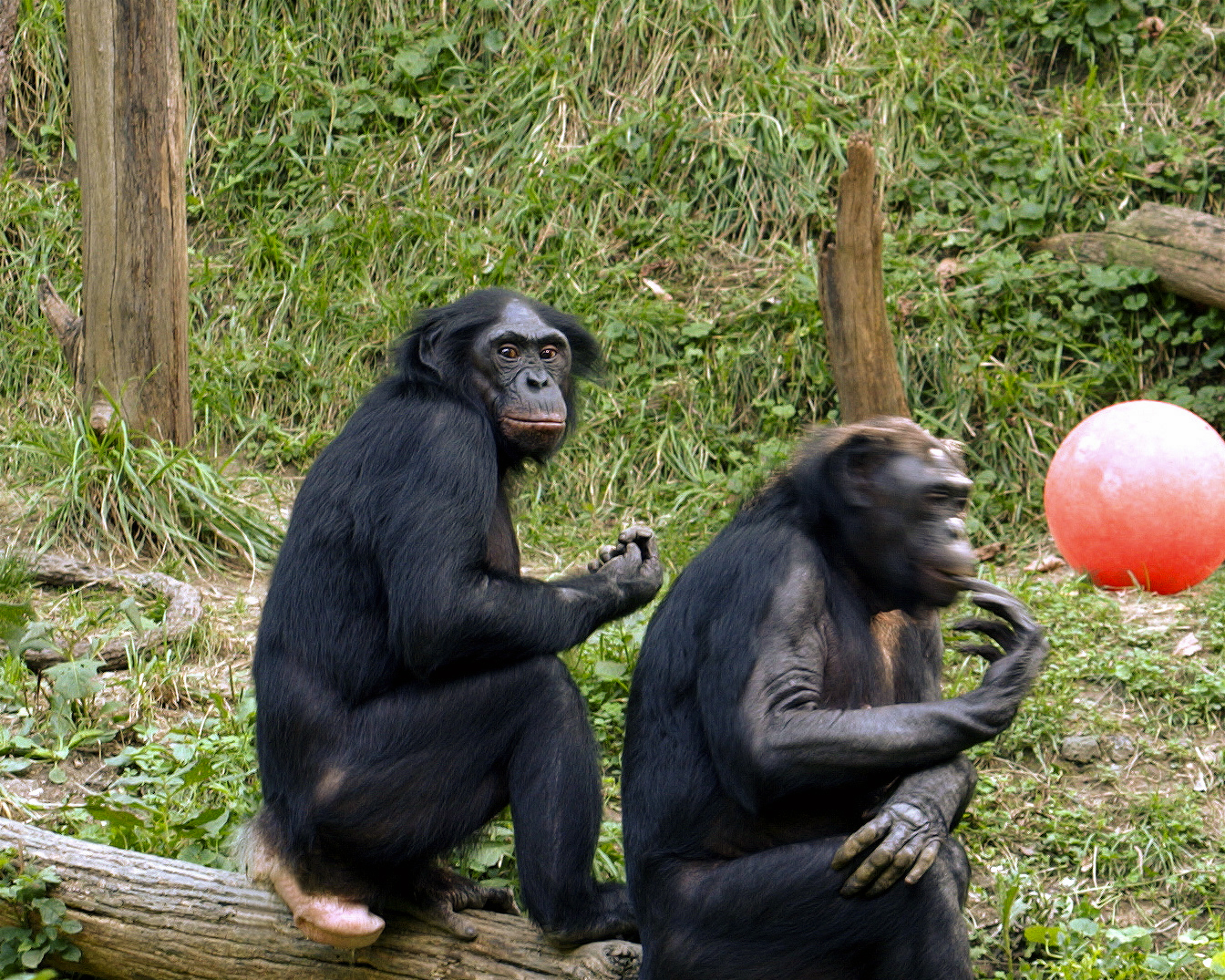
Bonobo

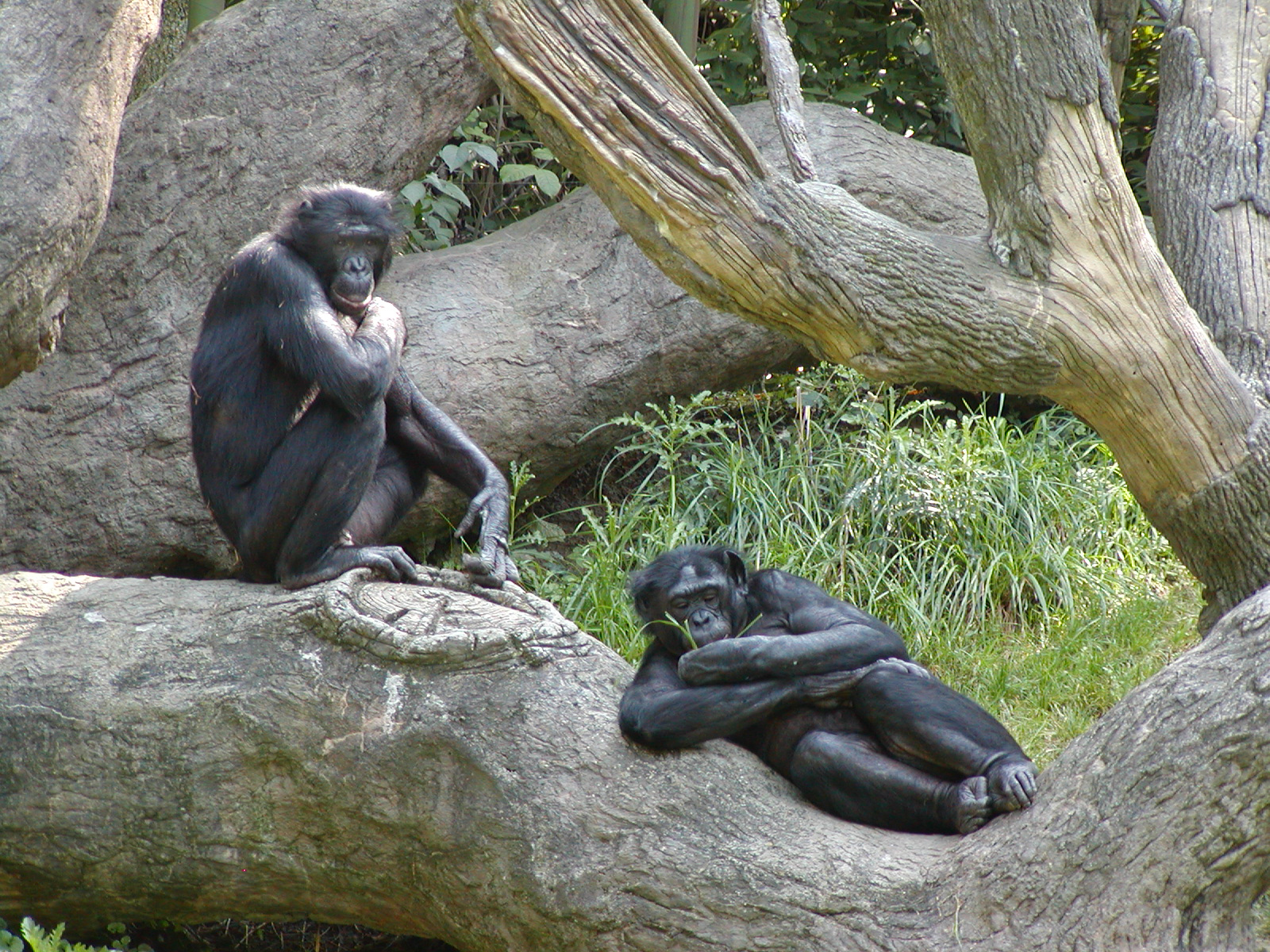
Bonobo în sălbăticie

O echipă internațională de cercetători a secvențiat genomul bonobo pentru prima dată, confirmând faptul că acestea împărtășesc același procent din ADN-ul nostru ca și cimpanzeii. Echipa a descoperit, de asemenea, unele diferențe mici, în genomul celor trei specii - diferențe care pot explica modul în care bonobo și cimpanzeii nu arată sau acționează ca noi, chiar dacă împărtășesc aproximativ 99% din ADN-ul nostru.
Bonobo formează o societate matriarhală, neobișnuită printre maimuțe.  Sunt cele mai apropiate din punct de vedere genetic de oameni. Sunt pe deplin bisexuale: atât masculii, cât și femele se angajează în comportamente heterosexuale și homosexuale, fiind menționate în special sexul femelă-femelă,  Aproximativ 60% din întreaga activitate sexuală bonobo apare între două sau mai multe femele. În timp ce sistemul de conexiune homosexuală între primatele bonobo reprezintă cea mai mare frecvență de homosexualitate cunoscută la orice specie de primate, homosexualitatea, indiferent de sex, a fost raportată pentru toate maimuțele mari (un grup care include oamenii), precum și pentru o serie de alte specii primate. Un individ care nu acceptă relații sexuale cu parteneri de același sex este exclus din grup.     
Primatologul olandez Frans de Waal, care a observat și filmat pe larg bonobo, a crezut că activitatea sexuală este modalitatea bonobo de a evita conflictul. Orice lucru care trezește interesul a mai mult de un bonobo la un moment dat, nu doar mâncare, are tendința de a duce la contact sexual. Dacă doi bonobos se apropie de o cutie de carton aruncată în incintă, se vor împerechea scurt unul pe altul înainte de a se juca cu cutia. Astfel de situații duc la conflicte în majoritatea celorlalte specii. Dar bonobo sunt destul de toleranți, poate pentru că folosesc sexul pentru a deturna atenția și pentru a dezamorsa tensiunea.  
Sexul la bonobo apare adesea în contexte agresive total fără legătură cu alimentele. Un mascul gelos ar putea alunga un alt individ de langă o femelă, după care cei doi masculi se reunesc și se angajează în frecare scrotală. Sau după ce o femelă lovește un pui, mama acestuia din urmă poate să devină agresor, acțiune care este urmată imediat de frecarea genitală între cei doi adulți.
Bonobo se excită foarte ușor și exprimă această emoție într-o varietate de poziții și contacte genitale. Deși practic cimpanzeii nu adoptă niciodată poziții față în față, doar bonobo fac acest lucru. Mai mult, orientarea frontală a vulvei bonobo și a clitorisului asigură că organele genitale feminine sunt adaptate pentru această poziție. O altă asemănare cu oamenii este receptivitatea sexuală crescută a femelelor. Faza tumescentă a organelor genitale de sex feminin rezultă în o umflare roz care semnalează disponibilitatea de a se imperechea, mai frecvent la bonobo decât la cimpanzei.  
În afară de câteva zile de ciclu menstrual, femela bonobo este aproape continuu activă sexual.

##### Gorilele
Sa studiat comportamentul homosexual în rândul gorilelor masculine.  Acest comportament apare mai des între burlacii din sălbăticie și se crede că joacă un rol în legătura socială. De asemenea, a fost documentat comportamentul homosexual în rândul gorilelor de sex feminin. 

##### Macacul japonez
La macacul japonez, cunoscut și sub numele de „maimuța de zăpadă”, relațiile de același sex sunt frecvente, deși ratele variază între grupuri. Femelele vor forma cupluri caracterizate prin activități sociale și sexuale afectuoase. În unele grupuri, până la un sfert din femele formează astfel de legături, care variază în durată de la câteva zile la câteva săptămâni. Adesea, legături puternice și de durată rezultă din astfel de împerecheri. De asemenea, masculii au relații cu același sex, de obicei cu mai mulți parteneri de aceeași vârstă. Activitățile afectuoase și jucăușe sunt asociate cu astfel de relații.

##### Urangutanii
Comportamentul homosexual face parte din repertoriul natural al comportamentului sexual și sociosexual al urangutanilor. Comportamentul homosexual masculin apare atât în sălbăticie, cât și în captivitate și apare atât la indivizi adolescenți, cât și la maturi. Comportamentul homosexual la urangutanii nu este un artefact al captivității sau al contactului cu oamenii.

#### Oile
Ovis aries a atras multă atenție datorită faptului că în jur de 8-10% dintre berbeci au o orientare exclusivă homosexuală.      Astfel de berbeci preferă să facă curte și să se împerecheze numai cu berbeci, chiar și în prezența oilor. Mai mult de atât, aproximativ 18–22% dintre berbeci sunt bisexuali.  
Câteva observații indică faptul că preferința sexuală între berbeci este motivată sexual. Berbecii îndeplinesc în mod obișnuit aceleași comportamente de curte (incluzând lovituri pe picior, sunete, adulmecări ale organelor de reproducere) înainte de împerechere, așa cum s-a observat atunci când alte berbeci curtează alte femele. Mai mult, împroșcarea și ejacularea pelvină însoțesc adesea împerecherile între berbeci.
O serie de studii au raportat diferențe între structura și funcția creierului între berbecii orientați către berbeci și cei orientați către femele, ceea ce sugerează că preferințele partenerului sexual sunt structurate din punct de vedere neurologic. Un studiu realizat în 2003 de Dr. Charles E. Roselli și colab. (Oregon Health and Science University), afirmă că homosexualitatea la oile de sex masculin este asociată cu o regiune din creierul berbecilor, pe care autorii o numesc „nucleul sexual ovine dimorfice” (OSDN), care este jumătate din dimensiunea regiunii corespunzătoare la masculul heterosexual. Oamenii de știință au descoperit că, „OSDN la berbecii care preferau femelele era semnificativ mai mare și conținea mai mulți neuroni decât la berbecii și oile orientate către masculi. În plus, OSDN la berbecii orientați către femele au exprimat niveluri mai mari de aromatază, o substanță care transformă testosteronul în estradiol, o formă de estrogen despre care se crede că stimulează comportamentele sexuale ale masculior. Expresia aromatazei nu era diferită între berbecii și oile orientate către masculi [...], grupa densă de neuroni care cuprinde oSDN expres citocromul P450. Nivelurile de mARN în OSDN au fost semnificativ mai mare la berbecii orientați către femele decât la ovine, în timp ce berbecii orientați către masculi au prezentat niveluri intermediare ". Aceste rezultate sugerează că „variațiile care apar în mod natural în preferințele partenerului sexual pot fi legate de diferențele din anatomia creierului și de capacitatea sa de sinteză a estrogenilor."  Așa cum sa menționat anterior, având în vedere potențialul neagresiv al populației masculine în cauză, nivelurile diferite de aromatază pot fi, de asemenea, dovezi ale nivelurilor de agresiune, nu ale sexualității. De asemenea, trebuie menționat că rezultatele acestui studiu particular nu au fost confirmate de alte studii. 
Manualul Merck de Medicină Veterinară pare să considere homosexualitatea în rândul oilor ca o întâmplare de rutină și o problemă care trebuie abordată ca o problemă de creștere a animalelor. 
Studiile nu au reușit să identifice niciun factor social convingător care poate prezice sau explica variațiile preferințelor partenerilor sexuali ai berbecilor domestici.  Orientarea homosexualilor și copularea între oi de același sex nu are legătură cu dominația, rangul social sau abilitatea competitivă. Într-adevăr, berbecii orientați spre berbeci nu sunt mai mult sau mai puțin dominanți decât berbecii orientați către femele. Orientarea homosexuală la berbeci nu este, de asemenea, afectată de condițiile de creștere, adică de creșterea masculilor împreună cu alți masculi, de creșterea mieilor de berbeci și de femele împreună, de expunerea timpurie a berbecilor adolescenți la femele și de experiențe sociale timpurii cu femele, nu promovează sau împiedică orientarea homosexuală în berbeci. Preferința berbecului orientat către masculi nu pare să fie un artefact cauzat de captivitate sau de gestionarea sau domesticirea de către om a oilor.  
Curtarea homosexuală și activitatea sexuală apar în mod obișnuit în rândul berbecilor din speciile de ovine sălbatice, precum oile Bighorn (Ovis canadensis), oaia Dall(Ovis dalli), muflonii și Ovis orientalis. De obicei, se regăsește situația în care un mascul mai în vârstă de rang superior curtează cu un mascul mai tânăr, folosind o secvență de mișcări stilizate. Pentru a iniția legătura homosexuală, un mascul curtant se apropie de celălalt mascul, cu capul și gâtul coborât și extins cu mult în față în ceea ce se numește postura „cu întindere joasă”. El poate combina acest lucru cu „răsucirea”, în care masculul curtant își rotește brusc capul și își îndreaptă mușchiul spre celălalt bărbat, adesea în timp ce își trage limba și scoate sunete. De asemenea, bărbatul care face curtea execută adesea o lovitură anterioară, în care își fixează piciorul din față de burta celuilalt bărbat sau între picioarele posterioare. De asemenea, ocazional adulmecă și linge zona genitală a celuilalt mascul. Berbecii Thinhorn ling in plus penisul masculului pe care il curteaza. Drept răspuns, bărbatul care este curtat poate să-și frece obrajii și fruntea de pe fața masculului curtant, să-l împingă și să-l lingă, să-și frece coarnele pe gâtul, pieptul sau umerii masculului și să dezvolte o erecție. Masculii unei alte specii de ovine sălbatice, mouflonii Asiatici, îndeplinesc comportamente similare față de ceilalți masculi. 
Activitatea sexuală între masculii sălbatici implică, de obicei, relația sexuală. La oile Thinhorn în timpul copulației, masculul mai mare se urcă de obicei pe masculul mai mic, ridicându-se pe picioarele posterioare și așezându-și picioarele din față pe flancurile partenerului său. Masculul, de obicei, un penis erect și realizează o penetrare anală deplină în timp ce execută lovituri pelvine care pot duce la ejaculare. Celălalt mascul își arcuie spatele pentru a facilita copularea. Curte homosexuală și activitate sexuală pot avea loc, de asemenea, în grupuri compuse din trei până la zece berbeci sălbatici, grupați împreună formând un cerc. Femelele ovine de munte se angajează, de asemenea, în activități ocazionale de curte una cu cealaltă și în activități sexuale, cum ar fi să își lingă reciproc organele genitale și inclusiv copulația. 

#### Hiena pătată

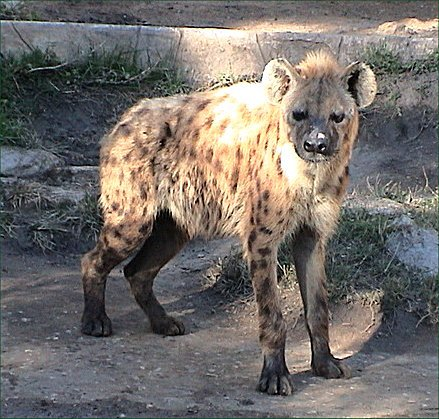
Hiena pătată este un carnivor terestru, moderat de mare, originar din Africa.

Structura familială a hienei reperată este una matriarhală, iar relațiile de dominanță cu elemente sexuale puternice sunt observate de rutină între femele. Datorită, în mare parte, a sistemului urogenital unic, detectat la hyena femelă, care arată mai degrabă ca un penis decât ca un vagin, naturaliștii timpurii au crezut că hienele sunt bărbați hermafroditi care practicau în mod obișnuit homosexualitatea. Scrierile timpurii precum Metamorfozele lui Ovidiu și Fiziologul au sugerat că hiena își schimbă continuu sexul și natura de la mascul la femelă și invers. În Paedagogus, Clement din Alexandria a notat că hiena (împreună cu iepurele) era „destul de obsedate de actul sexual”. Mulți europeni au asociat hiena cu deformare sexuală, prostituție, comportament sexual deviant și chiar vrăjitorie. 
Realitatea din spatele rapoartelor confuze este comportamentul agresiv sexual între femei, inclusiv copularea între femele. Cercetările au arătat că „spre deosebire de majoritatea altor mamifere de sex feminin, hiena femelă are aspect masculin, mai mare decât masculii și în mare măsură mai agresivă”.  
Studiul organe genitale unice și a comportamentului agresiv la hiena feminină a dus la înțelegerea faptului că femelele mai agresive sunt mai capabile să concureze pentru resurse, inclusiv alimente și parteneri de împerechere.  Cercetările au arătat că „nivelurile ridicate de testosteron în utero” contribuie la o agresivitate suplimentară; atât masculii, cât și femelele se împerechează atât cu membri de același sex, cât și sex opus,  iar masculii, acționează mai supus din cauza nivelurilor mai scăzute de testosteron în utero.

### Reptile

#### Șopârlele
Partenogeneza . Mai multe specii de șopârlă Aspidoscelis constau doar din femele care au capacitatea de a se reproduce prin partenogeneză .  Femelele se angajează în comportamente sexuale pentru a stimula ovulația, comportamentul urmându-și ciclurile hormonale; în timpul nivelurilor scăzute de estrogen, aceste șopârle (feminine) se angajează în roluri sexuale „masculine”. Acele animale cu un nivel ridicat de estrogeni își asumă roluri sexuale „feminine”. Unele șopârlele partenogenetice care îndeplinesc ritualul de curte au o fertilitate mai mare decât cele păstrate izolat datorită creșterii hormonilor declanșate de comportamentele sexuale. Deci, chiar dacă asexuate șopârle whiptail populații lipsite de sex masculin, stimulii sexuali încă crește succesul reproductiv. Din punct de vedere evolutiv, aceste femele își transmit codul genetic complet tuturor descendenților lor (mai degrabă decât 50% din gene care ar fi transmise în reproducerea sexuală). Anumite specii de gecko se reproduc și prin partenogeneză. 
Homosexualitatea „adevărată” la șopârlele . S-a constatat că unele specii de geco-uri care se reproduc sexual prezintă un comportament homosexual. 

#### Țestoasele
Jonathan, cea mai bătrână broască țestoasă din lume (o broască țestoasă gigantică Aldabra ), se împerechează cu o altă broască țestoasă numită Frederica încă din 1991. În 2017, s-a descoperit că Frederica era de fapt mascul și a fost redenumit Frederic. 

### Insecte și arahnide
Există dovezi ale unui comportament sexual de același sex la cel puțin 110 specii de insecte și arahnide.  Scharf și colab. spune: „Masculii sunt mai frecvent implicați în comportamentul sexual de același sex (SSS)  în laborator decât în câmp, iar izolarea, densitatea ridicată și expunerea la feromonii de sex feminin își cresc prevalența. Comportamentul SSS este adesea mai scurt decât comportamentul heterosexual echivalent. Majoritatea cazurilor pot fi explicate prin identificarea greșită de către masculul activ (curte / montare). Masculii pasivi rezistă adesea încercărilor de curtare / împerechere ".  
Scharf și colab. continuă: „Comportamentul SSS a fost raportat în majoritatea ordinelor de insecte, iar Bagemihl (1999) oferă o listă de ~100 de specii de insecte care demonstrează un astfel de comportament. Cu toate acestea, această listă nu are descrieri detaliate, iar un rezumat mai cuprinzător al prevalenței sale în nevertebrate, precum și etologie, cauze, implicații și evoluția acestui comportament, rămânând necompletată". 

#### Libelulele

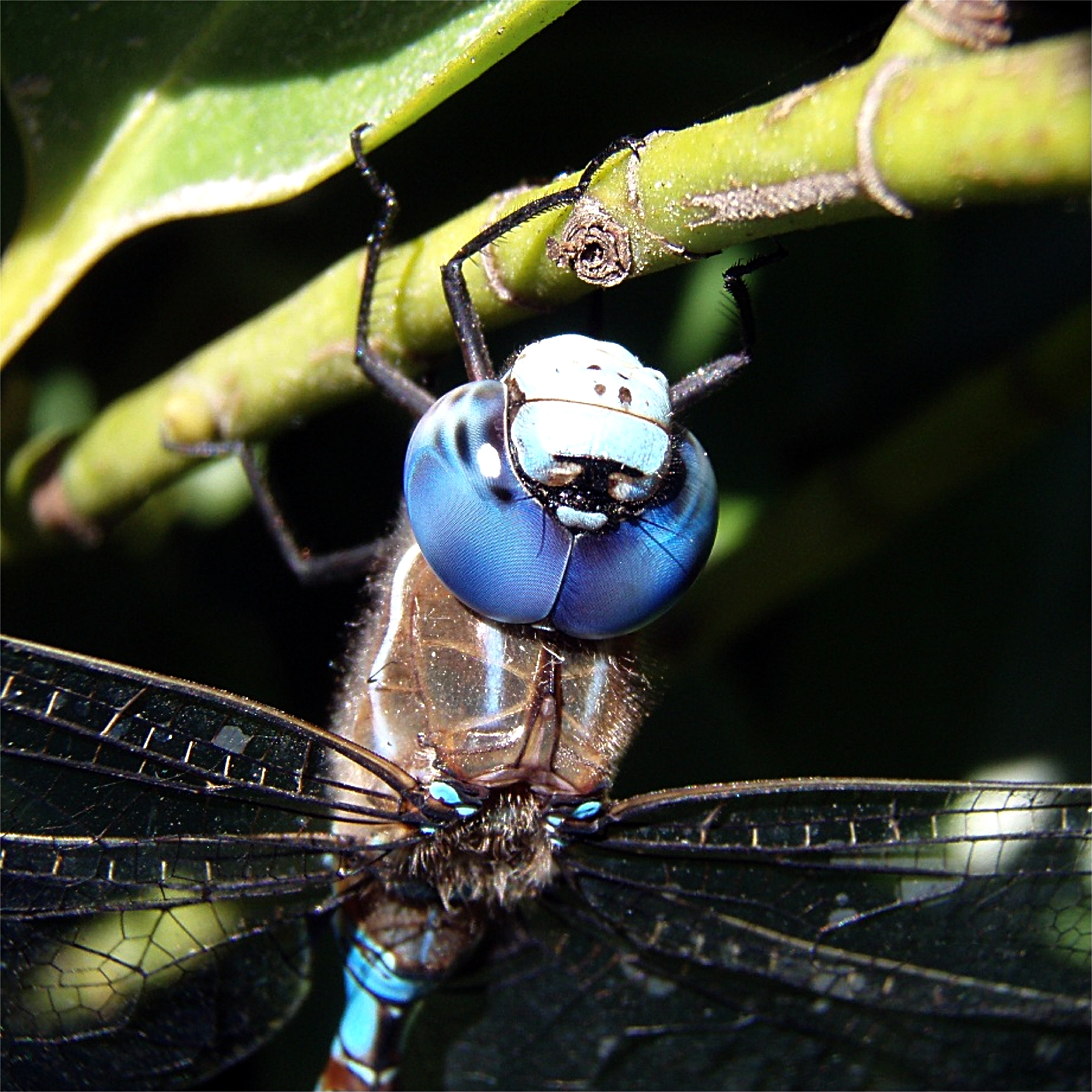
Capul de libelule darner (Basiaeschna janata)

Homosexualitatea masculină a fost observată la mai multe specii de libelule. Libelule provoca daune caracteristice împerecherii cu femele in timpul actului homosexual. Un sondaj efectuat pe 11 specii de libelule   a dezvăluit astfel de vătămări la împerechere la 20 - 80% dintre masculi, indicând o apariție destul de mare a cuplării sexuale între masculi. 

#### Musculițele de oțet
Baza genetică a homosexualității la animale a fost studiată la Drosophila melanogaster. Aici, au fost identificate mai multe gene care pot provoca comportament homosexual de împerechere. Se consideră că aceste gene controlează comportamentul prin feromoni, precum și modifică structura creierului insectei.   Aceste studii au investigat, de asemenea, influența mediului asupra probabilității ca  musculițele de oțet să prezintă un comportament homosexual.  

#### Ploșnița de pat
Ploșnițele de pat (Cimex lectularius) masculi sunt atrași sexual de orice individ, ceea ce duce la un înalt comportament homosexual. Femelele au parte de o inseminarea traumatică în care masculul străpunge abdomenul femelei cu penisul său asemănător acului. În cazul împerecherii homosexuale acest lucru riscă leziuni abdominale, deoarece masculii nu au structura ectospermalegă feminină contra- adaptativă . Masculii produc feromoni de alarmare pentru a reduce o astfel de împerechere homosexuală. 

## Informații corelate
- Bisexualitate
- Homosexualitatea și bisexualitatea la oameni. Cauze
- Ordinea nașterii fraților și orientarea sexuală la bărbați
- Hormonii prenatali și orientarea sexuală